# Сторхогна
Сторхогна (швед. Storhogna) је скијашки центар у општини Берг и округу Јемтланд у Шведској. Систем ски лифтова је интегрисан са оним у суседном месту Кловсјо (скијалиште Klövsjö-Storhogna). Цео систем има 12 ски лифтова и 19 стаза. 